# Référendum slovaque de 2015
Le référendum slovaque de 2015 a lieu le 7 février 2015 afin de permettre à la population de se prononcer sur trois questions portées par des initiatives populaires. 
La première porte sur la limitation de la définition du mariage aux seuls couples hétérosexuels, excluant de fait la possibilité de mariage homosexuels, déjà interdits par la constitution depuis 2014. La seconde vise à interdire l'adoption par des couples homosexuels et la troisième à donner la possibilité aux parents de refuser que leurs enfants suivent des cours sur l'éducation sexuelle ou l'euthanasie à l'école.
Les trois questions sont approuvées à de très larges majorité, mais aucune d'elle n'est validée, la participation n'étant que d'un peu plus de 21 % des inscrits, soit bien en dessous du quorum de participation de 50 % requis pour valider le résultat

## Objet
L'association « Alliance pour la famille », d'influence catholique, organise une initiative populaire en vue de la mise à référendum de quatre questions sur la politique familiale. Les articles 95 à 100 de la constitution de 1993 permettent en effet à la population slovaque de mettre en œuvre des référendums dans les domaines relevant des compétences du parlement, le Conseil national de la République, à condition de réunir les signatures d'au moins 350 000 électeurs inscrits sur les listes électorales. Un tel référendum est légalement contraignant. Il n'est cependant considéré comme valide qu'a la condition de recueillir la majorité absolue des suffrages exprimés en faveur de la proposition ainsi que de franchir le quorum de participation de 50 % des inscrits. Un total de 408 320 signatures sont recueillies par l'Alliance pour la famille du 5 avril au 27 août 2014, entrainant la mise à référendum des quatre questions, initialement prévu le 15 novembre 2014 en même temps que les élections municipales. 
Le président Andrej Kiska met cependant en doute la constitutionnalité des questions, et demande le 3 septembre à la Cour constitutionnelle de la vérifier. Le 28 octobre suivant, la cour valide trois des quatre questions, mais juge inconstitutionnelle la quatrième. Celle ci demandait aux électeurs de se prononcer sur la restriction de la protection légale des couples aux seul mariages entre un homme et une femme. Or, depuis un amendement voté en juin 2014, la constitution slovaque interdit explicitement aux couples homosexuel de se marier et de bénéficier des bénéfices liés à ce statut,. Ce contretemps amène Andrej Kiska à décaler le référendum au 27 novembre, une décision critiquée par les organisateurs de l'initiative populaire, qui redoutent une baisse de la participation.
Les questions retenues sont par conséquent au nombre de trois : 
- « Êtes-vous favorable à ce qu'aucune union autre que celles entre un homme et une femme soit appelé mariage? »[1]
- « Êtes-vous favorable à ce que les couples de même sexe ne puissent pas adopter ou élever des enfants ? »[5]
- « Êtes-vous favorable à ce que les écoles ne puissent pas obliger les enfants à suivre des cours sur les questions sexuelles ou l'euthanasie si les parents ou les enfants eux-mêmes ne sont pas d'accord avec le sujet ? »[6]

## Résultats
| Choix                    | Définition hétérosexuelle du mariage | Définition hétérosexuelle du mariage | Adoption homoparentale interdite | Adoption homoparentale interdite | Limites à l'éducation sexuelle | Limites à l'éducation sexuelle |
| Choix                    | Votes                                | %                                    | Votes                            | %                                | Votes                          | %                              |
| ------------------------ | ------------------------------------ | ------------------------------------ | -------------------------------- | -------------------------------- | ------------------------------ | ------------------------------ |
| Pour                     | 892 719                              | 95,81                                | 873 224                          | 94,34                            | 853 241                        | 92,48                          |
| Contre                   | 39 088                               | 4,19                                 | 52 389                           | 5,66                             | 69 349                         | 7,52                           |
|                          |                                      |                                      |                                  |                                  |                                |                                |
| Votes valides            | 931 807                              | 98,64                                | 925 613                          | 97,98                            | 922 590                        | 97,66                          |
| Votes blancs et nuls     | 12 867                               | 1,36                                 | 19 061                           | 2,02                             | 22 084                         | 2,34                           |
| Total                    | 944 674                              | 100                                  | 944 674                          | 100                              | 944 674                        | 100                            |
| Abstentions              | Abstentions                          | Abstentions                          | Abstentions                      | Abstentions                      | 3 466 855                      | 78,59                          |
| Inscrits / Participation | Inscrits / Participation             | Inscrits / Participation             | Inscrits / Participation         | Inscrits / Participation         | 4 411 529                      | 21,41                          |
| Quorum de participation  | Quorum de participation              | Quorum de participation              | Quorum de participation          | Quorum de participation          | 50 %                           | 50 %                           |

## Analyse
Les questions posées lors du référendum sont largement approuvées, mais ne sont pas validées en raison du trop faible taux de participation. Ce dernier s'établit en effet à 21,41 % des inscrits, soit plus de deux fois moins que les 50 % nécessaires. La participation aux élections municipales organisées une semaine plus tôt s'établit par ailleurs à 48 %.